# Église Saint-Pierre de Gap
Pour les articles homonymes, voir Église Saint-Pierre.
L'église Saint-Pierre est une église catholique située à Gap (Hautes-Alpes) dans le diocèse de Gap et d'Embrun.

## Historique et architecture
Elle est située dans le quartier de Romette.